# Ludwig Roselius (imprenditore)
Ludwig Roselius (Brema, 2 giugno 1874 – Berlino, 15 maggio 1943) è stato un imprenditore tedesco.

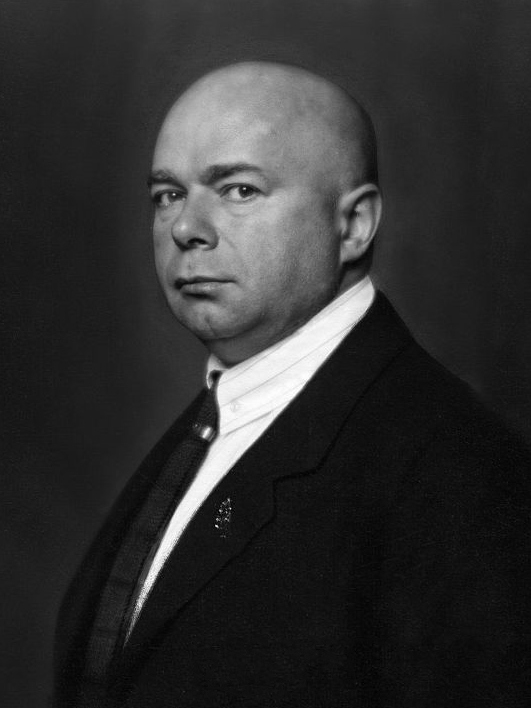
Ludwig Roselius in una foto scattata da Nicola Perscheid intorno al 1905.

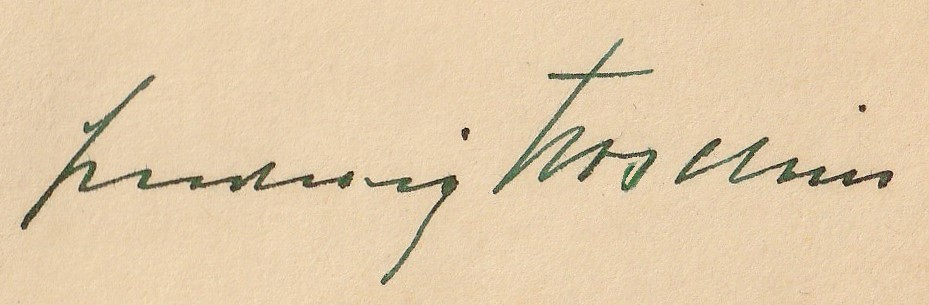
Firma di Ludwig Roselius.

Gli viene attribuito lo sviluppo della decaffeinizzazione commerciale del caffè. Come mecenate, sostenne artisti come Paula Modersohn-Becker e Bernard Hoetger e trasformò la Böttcherstrasse di Brema in un'opera d'arte.

## Biografia
Ludwig Roselius nacque a Brema come secondo figlio del commerciante e importatore di caffè Dietrich Friedrich Rennig Roselius (1843–1902), era fratello del commerciante Friedrich Roselius (1876–1941), suo nipote era lo scienziato delle comunicazioni e scrittore Ernst Roselius, era cugino dell'insegnante Marie Roselius (1869–1951) e sua figlia era l'illustratrice e scrittrice Hildegard Roselius (1901–1963).
Dal 1890 al 1893 completò un apprendistato presso il grossista di merci coloniali Ernst Grote, amico d'affari di suo padre, ad Hannover. Anna Grote, la seconda figlia di Ernst, sposò Ludwig nel 1899. Nel 1894, il giovane Ludwig si unì all'attività di suo padre, la Roselius & Co. di Brema. Alcuni anni dopo divenne socio dell'azienda, che inizialmente oltre al caffè vendeva anche prodotti coloniali. Roselius junior amplia l'attività: nel 1901 fu fondata una filiale a Londra, nel 1902 un'altra a Utrecht, nel 1903 seguì l'acquisizione della ditta Friedrich Baur ad Amburgo e nel 1905 stabilì una terza filiale a Vienna.
Quando Dietrich morì improvvisamente all'età di 59 anni, i medici lo attribuirono principalmente al forte consumo di caffeina. Suo figlio si è poi concentrato intensamente sugli effetti del caffè e dei suoi componenti sulla salute. Dopo approfondite ricerche, sviluppò un processo per rimuovere la caffeina dai chicchi di caffè. Poiché anche il commerciante di caffè di Brema Christian Detlefsen si occupava di questo argomento, nel 1904 iniziò una collaborazione. Tuttavia, poiché il successo non fu immediato, Detlefsen abbandonò la partnership. Così Roselius continuò da solo e brevettò il suo procedimento nel 1906.
Nel 1902 Roselius acquistò un edificio al n° 4 di Böttcherstrasse. Ben presto divenne la sede della Kaffee HAG (Kaffee Handels Aktien Gesellschaft), fondata nel 1906.
Quando scoppiò la prima guerra mondiale nel 1914, il “re del caffè” tedesco Roselius mantenne a Bucarest un “ufficio di corrispondenza”, attraverso il quale si svolgevano diverse attività di propaganda e altre attività volte a impedire o almeno ritardare l’ingresso della Romania in guerra dalla parte dell'Intesa. L'attività di Roselius fu particolarmente attiva nel periodo dall'aprile al giugno 1915, e ritardò di quasi un anno la già minacciata entrata della Romania in guerra contro la Germania. Roselius utilizzò ingenti risorse finanziarie del suo patrimonio e lavorò a stretto contatto con il servizio segreto militare tedesco IIIb nel campo dello spionaggio militare contro la Romania. Ma le attività dei servizi segreti di Ludwig Roselius all'epoca non si estendevano solo alla Romania, ma a quasi tutta la penisola balcanica, comprese Serbia, Macedonia e Bulgaria, nonché alla Bessarabia russa. Allo stesso tempo, insieme al suo amico di nome, l'industriale tedesco Reinhard Mannesmann Jr., Roselius si preoccupò anche di creare una "Legione macedone" composta da migliaia di persone, che avrebbe dovuto essere utilizzata nei Balcani per gli interessi tedeschi.
Nel 1917 fu nominato Console Generale della Bulgaria con sede a Brema.
Fu un sostenitore dell'istituto Die Brücke e iniziò la pubblicazione dei famosi album araldici Coffee Hag nei formati descritti del Brücke. Nella sua città natale costruì una casa di intrattenimento nota come Haus des Glockenspiels.
Durante il Terzo Reich, "politicamente conservatore, Roselius aveva un atteggiamento positivo verso il nazionalsocialismo e inizialmente sostenne Hitler con il quale ebbe un incontro privato a Brema nel 1922." Roselius fece domanda di adesione al partito nazista due volte, venendo respinto perché promuoveva "l'arte degenerata" nella sua Böttcherstrasse.
Apparentemente, in seguito ebbe un litigio con Hitler, anche se non con l'ideologia nazista, perché Roselius credeva nell'esistenza o faceva pressioni per la creazione di una "razza della Bassa Germania" di razza pura ("Inferiore" come termine geografico, come la "Bassa Sassonia"), ma Hitler non era della stessa idea. Riguardo a questa proposta furono raccolti 4 milioni di RM da Heinz Puvogel poco dopo la morte di Ludwig Roselius, ma quando interrogato dopo la seconda guerra mondiale dall'IARA, gli investigatori mentirono e chiusero un occhio a causa di una copertura sulla multinazionale statunitense ITT Corporation che possedeva il 29% della Focke-Wulf e possibili futuri pagamenti per azioni collettive poiché il governo degli Stati Uniti non riuscì a nazionalizzare la ITT Corporation dopo Pearl Harbor.
Nel 1928 Roselius ampliò la sua casa in Böttcherstrasse per ospitare la sua collezione d'arte.
Roselius si interessò presto all'industria aeronautica, e nel 1925 divenne presidente della Focke-Wulf Flugzeugbau AG. All'inizio del 1933 cedette il testimone al fratello Friedrich, che morì nel 1941. Nel 1938 la società con sede a Brema fu ricostituita come Focke-Wulf Flugzeugbau GmbH e il gruppo HAG di Roselius aumentò la sua partecipazione al 46%. Lorenz AG, una sussidiaria della ITT, entrò con il 28% e fornì la tecnologia più recente. In quel periodo arrivò una gran quantità di capitale come finanziamento. Ludwig Roselius si unì alla Resistenza tedesca nel 1942 dopo che Barbara Goette lo esortò a migliorare le condizioni per i lavoratori forzati e i prigionieri di guerra alla Focke-Wulf.
Nel 1934, Roselius dovette farsi amputare la gamba sinistra a causa di un cancro alle ossa. Soffriva anche di febbri ricorrenti e altre malattie. All'inizio del 1935 la figlia più giovane sposò il tenore Ivo Götte. Quando Roselius incontrò la sorella di Ivo, Barbara, che aveva appena completato gli esami di stato in matematica, fisica e filosofia con lode all'Università di Kiel, le offrì immediatamente un posto presso l'azienda. Sebbene avesse intenzione di iniziare il dottorato di ricerca in filosofia, accettò l'offerta. Nel tempo divenne la sua badante, compagna e collaboratrice più stretta. Aveva bisogno di qualcuno che si prendesse cura di lui nei suoi numerosi viaggi in tutto il mondo e lo aiutasse con i suoi libri e le sue pubblicazioni. Le credenziali accademiche di Barbara completavano il suo acume imprenditoriale "da strada", divenendo parte, assieme a Roselius, di una squadra formidabile. L'imprenditore attribuì a Barbara il merito di avergli salvato la vita quando Hitler denunciò l'arte e l'architettura nella sua Böttcherstasse e le sue visioni nordiche al raduno del partito nazista di Norimberga del settembre 1936. In seguito, sua figlia riconobbe che la madre era stata responsabile del ritorno di Roselius a una visione politica più moderata. Come debito di gratitudine e per consolidare il suo posto nella storia dell'aviazione, fece installare il nuovo aereo di linea per passeggeri FW200c a 4 motori con 26 posti, poiché il compleanno di Barbara era il 26. Barbara si prese cura di Roselius per gli ultimi nove mesi della sua vita nell'Hotel Kaiserhof, oggi scomparso, a Berlino, e gli tenne la mano poco prima che morisse. Erano molto innamorati, ma fu sempre una relazione platonica.

## Eredità
La Böttcherstrasse fu dichiarata arte degenerata negli anni '30 e andò in gran parte distrutta durante la guerra. Nel dopoguerra le case furono ricostruite dalla società di Roselius, e ora è aperta al pubblico. I musei includono il Museo Ludwig Roselius, dove sono esposte le sue collezioni.